# Morgantown (Virginia Occidental)
Morgantown es una ciudad ubicada en el condado de Monongalia en el estado estadounidense de Virginia Occidental. En el Censo de 2010 tenía una población de 29660 habitantes y una densidad poblacional de 1.078,63 personas por km².

## Geografía
Morgantown se encuentra ubicada en las coordenadas 39°38′16″N 79°56′47″O / 39.63778, -79.94639. Según la Oficina del Censo de los Estados Unidos, Morgantown tiene una superficie total de 27.5 km², de la cual 26.33 km² corresponden a tierra firme y (4.23%) 1.16 km² es agua.

## Demografía
Según el censo de 2010, había 29660 personas residiendo en Morgantown. La densidad de población era de 1.078,63 hab./km². De los 29660 habitantes, Morgantown estaba compuesto por el 89.67% blancos, el 4.06% eran afroamericanos, el 0.13% eran amerindios, el 3.44% eran asiáticos, el 0.09% eran isleños del Pacífico, el 0.56% eran de otras razas y el 2.04% pertenecían a dos o más razas. Del total de la población el 2.58% eran hispanos o latinos de cualquier raza.